# Campylopus megalotus
Campylopus megalotus är en bladmossart som beskrevs av Bescherelle 1875. Campylopus megalotus ingår i släktet nervmossor, och familjen Dicranaceae. Inga underarter finns listade i Catalogue of Life.